# Eufemia mazowiecka (ok. 1310–po 1374)
Eufemia (ur. ok. 1310, zm. po 11 stycznia 1374) – księżniczka mazowiecka, księżna cieszyńska z dynastii Piastów.
Była córką Trojdena, księcia czerskiego, i Marii Juriewny, księżniczki halickiej. W 1324 poślubiła Kazimierza I, księcia cieszyńskiego. Owdowiała w 1358.